# سيسربيتة
سيسَرْبيتَة (الاسم العلمي: Cicerbita)، جنس نبات مزهر معمر من فصيلة النجمية. مواطنه الأصلية في آسيا وأوروبا.